# 120 î.Hr.

## Nașteri
- dată necunoscută: Bion din Smirna  (d. 57 î.Hr.)

## Decese
- Hiparh, astronom și matematician grec (n. 190 î.Hr.)